# Kajsa Kling
Kajsa Britta Kling (Åre, 25 december 1988) is een Zweeds alpineskiester. Ze nam tweemaal deel aan de Olympische Winterspelen, maar behaalde beide keren geen medaille.

## Carrière
Kling maakte haar wereldbekerdebuut in januari 2007 tijdens de afdaling in Altenmarkt-Zauchensee. Ze behaalde nog geen podiumplaats in een wereldbekerwedstrijd.
In Vancouver (2010) was ze van de partij op de Olympische Spelen. Op de reuzenslalom eindigde ze op een 26e plaats.

## Resultaten

### Titels
Zweeds kampioene reuzenslalom – 2009, 2010
Zweeds kampioene supercombinatie – 2008
Zweeds kampioene afdaling – 2009
Zweeds kampioene super G – 2009, 2010
Zweeds kampioene parallelslalom - 2010

### Wereldkampioenschappen
| Jaar | Plaats            | Resultaten                                 |
| ---- | ----------------- | ------------------------------------------ |
| 2007 | Åre               | DNF1 Afdaling DNF1 Super G                 |
| 2015 | Vail/Beaver Creek | 8e Super G 18e Afdaling                    |
| 2017 | Sankt Moritz      | DNF1 Super G 17e Afdaling 24e Reuzenslalom |

### Olympische Spelen
| Jaar | Plaats    | Resultaten                                |
| ---- | --------- | ----------------------------------------- |
| 2010 | Vancouver | 26e Reuzenslalom                          |
| 2014 | Sotsji    | 23e Afdaling DNF Super G 18e Reuzenslalom |

### Wereldbeker

#### Eindklasseringen
| Seizoen   | Algm | AD   | RS  | SG  | SC  |
| --------- | ---- | ---- | --- | --- | --- |
| 2007/2008 | 124e | -    | -   | 48e | -   |
| 2008/2009 | 105e | -    | -   | 51e | 34e |
| 2009/2010 | 89e  | 42e  | 41e | 48e | -   |
| 2010/2011 | 86e  | 43e  | 39e | 34e | -   |
| 2011/2012 | 90e  | 52e  | -   | 35e | -   |
| 2012/2013 | 102e | -    | 44e | -   | 39e |
| 2013/2014 | 15e  | 12e  | 20e | 8e  | -   |
| 2014/2015 | 27e  | 15e  | 37e | 15e | -   |
| 2015/2016 | 17e  | 11e  | 28e | 10e | 20e |
| 2016/2017 | 22e  | 151e | 31e | 10e | 36e |